# 1753 na literatura

## Nascimentos
| Data        | Nome               | Profissão | Nacionalidade | Observações | Ref |
| ----------- | ------------------ | --------- | ------------- | ----------- | --- |
| 8 de Março  | William Roscoe     | escritor  | Inglaterra    | m. 1831     |     |
| 26 de Junho | Antoine de Rivarol | escritor  | França        | m. 1801     |     |

## Mortes
| Data | Nome | Profissão | Nacionalidade | Observações | Ref |
| ---- | ---- | --------- | ------------- | ----------- | --- |